# نخل مرداب
نَخل مُرداب (نام علمی: Cyperus alternifolius) گیاهی است از تیره جگنیان (Cyperaceae) از جنس مردابی‌ها (Cyperus). این گیاه علفی بومی باتلاق‌های ماداگاسکار و از خویشان نزدیک پاپیروس مصر هاست. این گیاه پنجه کلاغی هم نامیده می‌شود. این گیاه در مناطق باتلاقی و مردابی مخصوصاً کنار جوی و کانالهای دفع پساب می‌روید.

## مشخصات ظاهری
گیاه پایای همیشه سبز با بلندی ۳۰ تا ۹۰ سانتیمتر که در محیط مناسب، ارتفاع آن به ۱۵۰ سانتیمتر هم می‌رسد.

## ویژگی‌ها
ساقه‌های سبز رنگ عمودی افراشته این گیاه به جز در رأس بدون برگ هستند، که در رأس نیز دایره‌ای از برگچه‌های سبز علفی به صورت شعاعی مثل قاب یک چتر بیرون می‌زنند. علاوه بر این در تابستان گل‌ها نیز به صورت شعاعی در رأس بیرون می‌زنند ولی این گل‌ها کوچک و قهوه‌ای رنگند.

## تکثیر
نخل مرداب را می‌توان به راحتی از اواسط بهار تا اوایل تابستان با روش تقسیم بوته، تکثیر کرد. البته راحتی این کار، بستگی به تجربه و توان شخص تکثیرکننده دارد. از آنجایی که این گیاه طبیعتاً به وسیله قرار گرفتن در آب رشد کرده و ریشه می‌دهد، خاک آن باید کاملاً مرطوب باشد، ولی اگر به اندازه کافی خیس نبود، ابتدا باید آبیاری شده، سپس از گلدان بیرون آورده شود. با استفاده از یک چاقوی تیز، انبوه ریشه‌ها به دسته‌هایی با حداقل ۴ یا ۵ ساقه تقسیم می‌شود، سپس هر قسمت در گلدانی با قطر دهانه ۱۱–۹ سانتیمتر حاوی کمپوست گلدانی با پایه پیت قرار گرفته و کاملاً آبیاری می‌شود. گرچه روش تقسیم برای تمام انواع نخل مرداب‌ها به کار برده می‌شود، ولی این گیاه می‌تواند به روش‌های غیرمعمول دیگری نیز تکثیر شود. در گیاه نخل مرداب رأس گل را همراه با برگه‌هایی که زیر گل وجود دارند به وسیله قیچی باغبانی به اندازه یک سوم یا یک دوم کوتاه می‌کنند، گیاه از زیر قسمت برگ قطع شده و به صورت وارونه (برگ داخل آب باشد)، در آب یا در ماسه نرم شسته یا کمپوست مخصوص بذر و قلمه مرطوب قرار می‌گیرد (ساقه به طرف بالا و قسمت برگدار درون آب یا خاک قرار گیرد). زمانی که ریشه داد، گیاه به گلدانی با قطر دهانه ۹ سانتیمتر و کمپوست گلدانی منتقل می‌شود. در طول عمل تکثیر، دمای محیط گیاه را ۲۲–۲۰ درجه سانتیگراد نگاه داشته شده و گیاه در شرایط نور مناسب و کافی، دور از تابش مستقیم خورشید قرارمی‌گیرد. بعد از ریشه دادن به گلدان‌های استکانی منتقل می‌شود.

## نگهداری گلدان در آپارتمان
- دما: در زمستان نبایستی در دمای کمتر از ده درجه نگهداری شود. در فصل سرما در خزان گیاه جای نگرانی نیست چون با گرم شدن هوا مجدداً شروع به رشد می‌کند. بهتر است در زمستان تمام ساقه‌ها را از سطح خاک حذف نمود تا در بهار دوباره سبز شود و چهره زیباتری به گیاه بدهد.
- نور: این گیاه باید در آفتاب نگهداری شود به شرط آنکه ریشه‌ها دائم خیس باشند؛ البته در نیم‌سایه نیم‌آفتاب یا در سایه‌ای که نوردار باشد هم می‌ماند.
- آبیاری: در بهار و تابستان هر روز گیاه آبیاری شود و در زمستان و پاییز آبیاری کم شده و مصرف کود نیز قطع شود. در فصل گرما به آب زیادی احتیاج دارد و سعی شود گلدان زهکش چندانی نداشته باشد تا محیط تقریباً باتلاقی برای گیاه ایجاد شود؛ بنابراین بهتر است گلدان در زیر گلدانی قرار گیرد و در زیرگلدانی همیشه مقداری آب موجود باشد.
- رطوبت هوا: سطح برگ‌ها را دو روز در هفته غبار پاشی کنید.
- تقویت گیاه: پس از سه یا چهار آبیاری با کود مایع کامل آن را تقویت می‌کنند. برای مبارزه با شپشک و حلزون بایستی به وسیلهٔ ملانیون مبارزه شود.
- مراقبت ویژه: ساقه‌های قهوه‌ای را قطع کنید. در زمستان‌ها ریشه‌ها را در خاک نگهدارید یا گیاه را به درون ساختمان ببرید.
- تغییر گلدان: تراکم ریشه موجب شادابی گیاه می‌شود، پس از پر شدن سه چهارم حجم گلدان آن را با تقسیم ریشه، تکثیر می‌نمایند. باید دقت نمود ریشه‌ها زخمی نشود. خاک مناسب، خاک کمی سنگین است (رس زیاد باشد تا حالت باتلاقی ایجاد شود).